# A gyilkos (film, 1930)
Az A gyilkos (eredeti címe: Murder!) 1930-ban bemutatott brit bűnügyi thriller, amelyet Alfred Hitchcock rendezett. A forgatókönyvet Clemence Dane és Helen Simpson Enter Sir John című 1928-as regénye alapján Hitchcock, Alma Reville és Walter C. Mycroft készítették.  A produkció főbb szerepeiben Herbert Marshall és Norah Baring. 1930. július 31-én mutatták be Londonban. Magyarországon először 1999. november 20-án volt megtekinthető a televízióban.

## Cselekmény
Diana Baring, egy vándorszínházi társulat fiatal színésznője, akit színésznőtársa, Edna Druce meggyilkolt holtteste mellett találnak. A gyilkosság elkövetéséhez használt piszkavas Diana lábainál hever, de a lány nem emlékszik arra, hogy mi történt a bűntény elkövetésének perceiben. A rendőrség letartóztatja, Diana pedig szándékosan elhallgat néhány fontos információt, hogy megvédjen valamit egy férfi személyazonosságáról. A tárgyalásán az esküdtek bűnösnek tartják, ezért börtönbe kerül és az akasztására vár. Az egyik esküdt, Sir John, felelősnek érzi magát Diana miatt, mert ő javasolta a nőnek, hogy csatlakozzon a vándorszínházhoz. A férfi nem hiszi el, hogy Diana volt a gyilkos, ezért saját szakállra nyomozni kezd.
A gyanúsítottak listája egyre szűkül, és mikor Sir John meglátogatja Dianát, gyanúja beigazolódik. A tettes Fane, aki megijedt attól, hogy Edna Druce elterjeszti róla, hogy félvér. Sir John megpróbál vallomást kicsikarni Fane-ből úgy, hogy darabot ír a gyilkosság alapján, és meghallgatásra hívja a férfit. Fane azonban rájön, hogy csőbe akarják húzni, ezért otthagyja a meghallgatást, és a cirkuszba megy trapézművésznek. Mikor Sir John és a többiek oda is követik, Fane, megtekeri a kötelet és áthúzza a fején, majd a mélybe ugrik. Sir John megtalálja Fane levelét a beismerő vallomásról. 
Dianát szabadon engedik, és Sir John fogadja, majd megcsókolja. A függöny pedig lehullik, mintha ez a jelenet egy színdarab része lett volna.

## Szereplők
| Szerep                           | Színész            | Magyar hangja    |
| -------------------------------- | ------------------ | ---------------- |
| Sir John Menier                  | Herbert Marshall   | Széles László    |
| Diana Baring                     | Norah Baring       | Gubás Gabi       |
| Doucie Markham                   | Phyllis Konstam    | Udvaros Dorottya |
| Ted Markham                      | Edward Chapman     | Gesztesi Károly  |
| Gordon Druce                     | Miles Mander       | n.a              |
| Handel Fane                      | Esme Percy         | Forgács Gábor    |
| Ion Stewart                      | Donald Calthrop    | n.a              |
| ügyész                           | Esme V. Chaplin    | n.a              |
| védőügyvéd                       | Amy Brandon-Thomas | n.a              |
| bíró                             | Joynson Powell     | n.a              |
| Bennett                          | S. J. Warmington   | Végh Ferenc      |
| Miss Mitcham                     | Marie Wright       | Győri Ilona      |
| Mrs Didsome                      | Hannah Jones       | Bókai Mária      |
| Mrs Grogram                      | Una O'Connor       | n.a              |
| esküdtszék elnöke                | R. E. Jeffrey      | Áron László      |
| Tom Trewitt                      | Gus McNaughton     | Halmágyi Sándor  |
| Mr Matthews, az esküdtszék tagja | Kenneth Kove       | Galbenisz Tomasz |
| Daniel, az esküdtszék tagja      | n.a                | Horkai János     |

## Fogadtatás
A filmet jól fogadta a filmkritika. A Rotten Tomatoeson 84%-os minősítést ért el 19 értékelés alapján. Dave Kehr a Chicago Readertől azt írta: „Továbbra is fontos betekintést nyújt a filmművészet egyik legnagyobb művészének fejlődésébe, így a film megtekintése elengedhetetlen.” A Variety szerint: „Jól fényképezett és montírozott, tartalmazza a kedvelt Alfred Hitchcock-technika minden csínját-bínját, a gyors vágástól a párbeszédek ügyes elegyítéséig.” A New York Times azt közölte: „Intelligens, jól játszott és alaposan szórakoztató mozgókép a krimi thrillerek rutinos mintájára.” A Time Out szerint: „Talán a legprovokatívabb a korai brit Hitchcockok közül.”